# Microscope à contraste de phase
Pour les articles homonymes, voir Microscope et Microscopie.

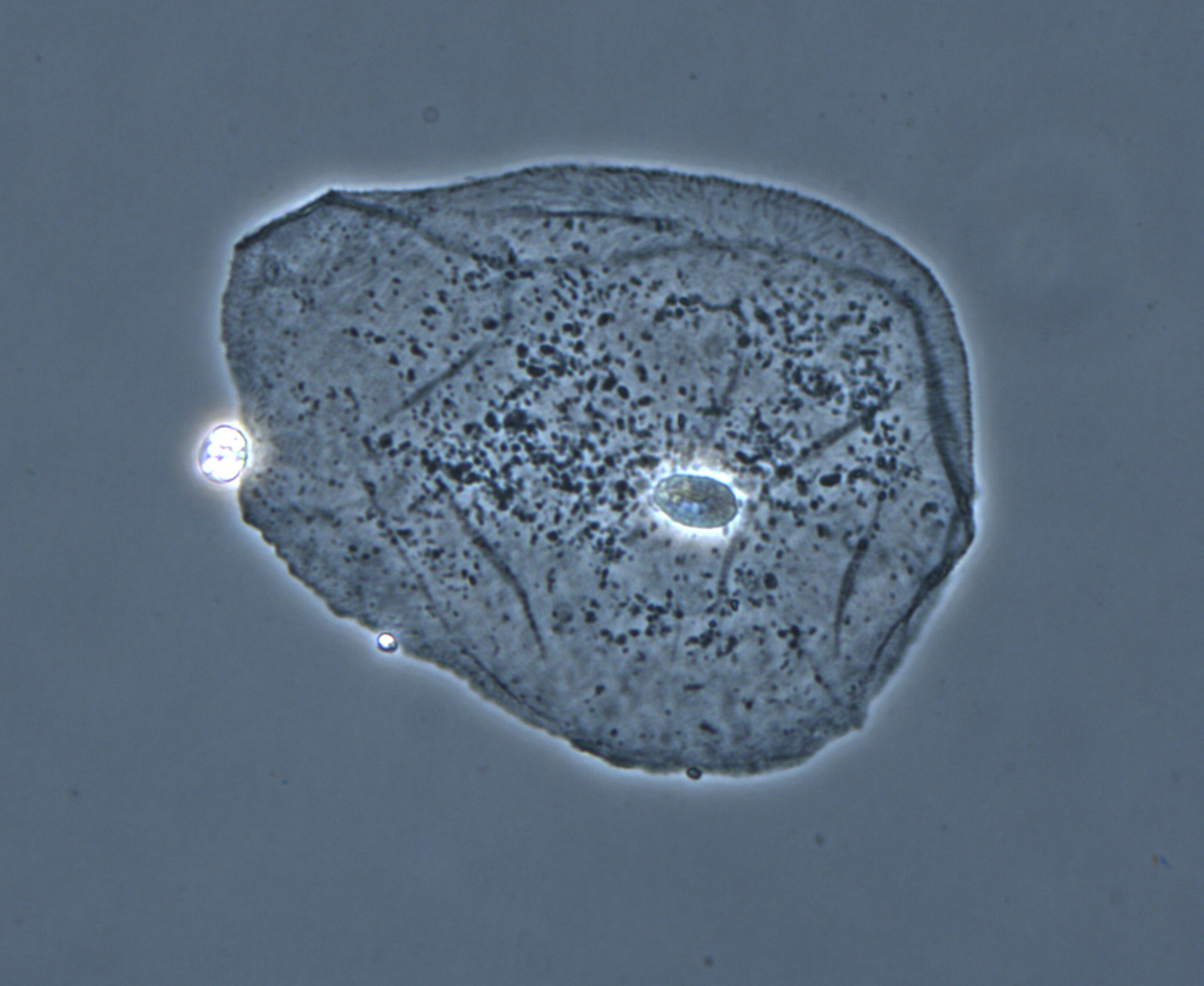
Photographie d'un cellule épithéliale de joue vue par un Microscope à contraste de phase

Le microscope à contraste de phase est un microscope qui exploite les changements de phase d'une onde lumineuse traversant un échantillon.

## Histoire
Cet instrument fut développé par le physicien hollandais Frederik Zernike dans les années 1930, ce qui lui valut le prix Nobel de physique en 1953. Emilie Bleeker, physicienne reconnue pour le développement d'instruments, est la première à mettre le microscope à contraste de phase en utilisation.

## Principe

### Généralités
Afin de convertir une différence de phase en contraste observable, c'est-à-dire en différence d'intensité, on forme des interférences entre les rayons lumineux de l'objet et un rayon de référence. On dit que l'on transforme un "objet de phase" en "objet d'amplitude". Ceci est réalisé au moyen d'un anneau circulaire dans le condenseur qui produit un cône de lumière. Ce cône est superposé à un anneau de taille similaire dans l'objectif. Ce dernier réduit l'intensité de la lumière directe et crée une différence de phase d'un quart de longueur d'onde.
Le microscope à contraste de phase est très utilisé en bactériologie grâce à sa particularité de révélation des objets peu opaques, notamment dans le domaine dentaire dans la recherche en parodontologie, recherche de la flore bactérienne de la gencive pour détecter et suivre la maladie parodontale ou parodontite.

### Principe mathématique simple
On considère une onde incidente de la forme :
{\displaystyle E_{i}(x,t)|_{x=0}=E_{0}\sin(\omega t)}
Lorsque l'onde traverse l'objet de phase, l'onde subit un déphasage local : {\displaystyle \phi (y,z)}.
Ainsi, l'onde quittant l'objet de phase peut être décrite comme :
{\displaystyle E_{d}({\vec {r}},t)|_{x=0}=E_{0}\sin(\omega t+\phi (y,z))}
Cette onde a une amplitude constante dans l'espace. On peut aussi l'écrire comme : 
{\displaystyle E_{d}(y,z,t)=E_{0}\sin(\omega t)\cos(\phi (y,z))+E_{0}\cos(\omega t)\sin(\phi (y,z))}
Comme on a introduit un petit déphasage,
{\displaystyle E_{d}(y,z,t)=E_{0}(\sin(\omega t)+\phi (y,z)\cos(\omega t))}
On remarque que seul le deuxième terme dépend du déphasage qui a été introduit par l'objet de phase. Si on le déphase de {\displaystyle \pi /2}, on a alors :
{\displaystyle E_{f}(y,z,t)=E_{0}(1+\phi (y,z))\sin(\omega t)}
L'amplitude de l'onde ainsi modifiée dépend donc du déphasage qui a été introduit par l'objet de phase.